# HCFC
HCFC (ang. hydrochlorofluorocarbons, chlorofluorowęglowodory, w języku polskim bywa używana nazwa wodorochlorofluorowęglowodory) – organiczne związki chemiczne z grupy freonów. Są to pochodne węglowodorów, w których część atomów wodoru została zastąpiona atomami chloru i fluoru.
Stosowane jako czynniki chłodnicze, np. R-22, R-401A, R-402A, R-408A i R-409A. HCFC uważane za przyczyniające się do powstawania dziury ozonowej, chociaż ich czas istnienia w atmosferze jest znacznie krótszy niż całkowicie halogenowanych chlorofluorowęglowodorów (CFC); mają jednak wysoki potencjał tworzenia efektu cieplarnianego. Niektóre HCFC (np. R-401A – mieszanina R-22, R-152a i R-124) są przeznaczone do zastępowania innych freonów (np. R-12) w instalacjach chłodniczych.